# Moesia

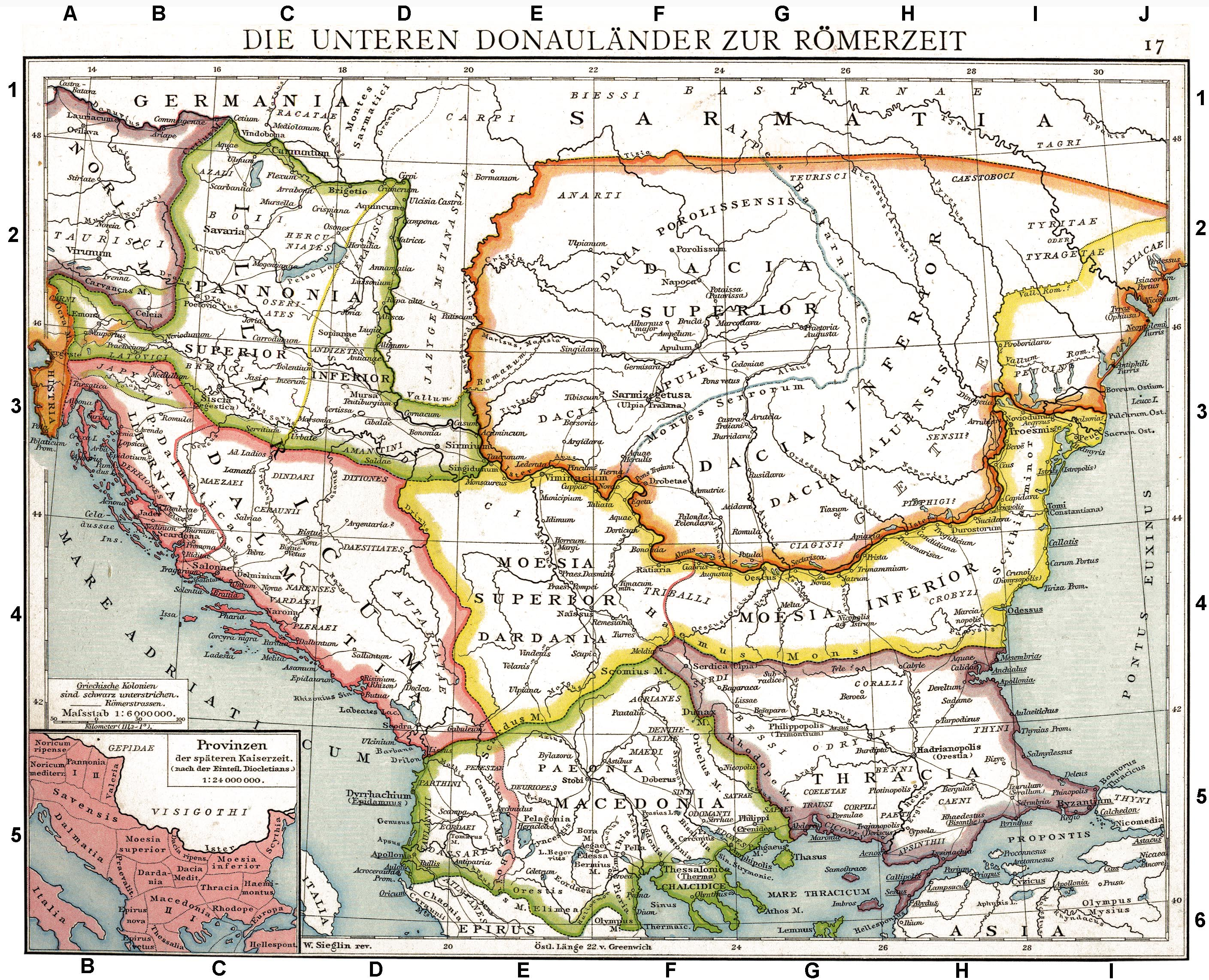
Balcanii într-un Atlas din 1886
(provincia Moesia este trasată cu contur galben)

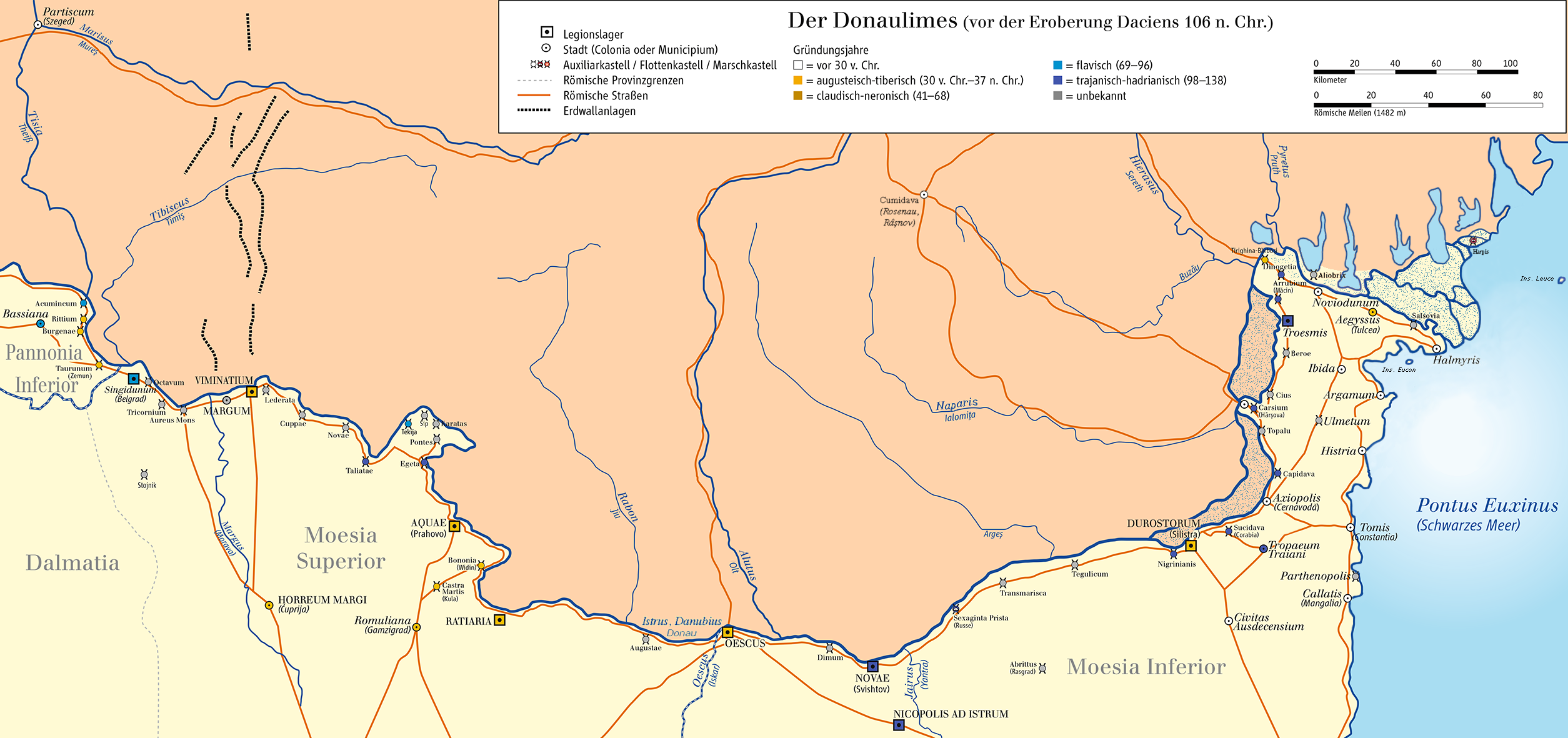
Limesul dunărean în Moesia

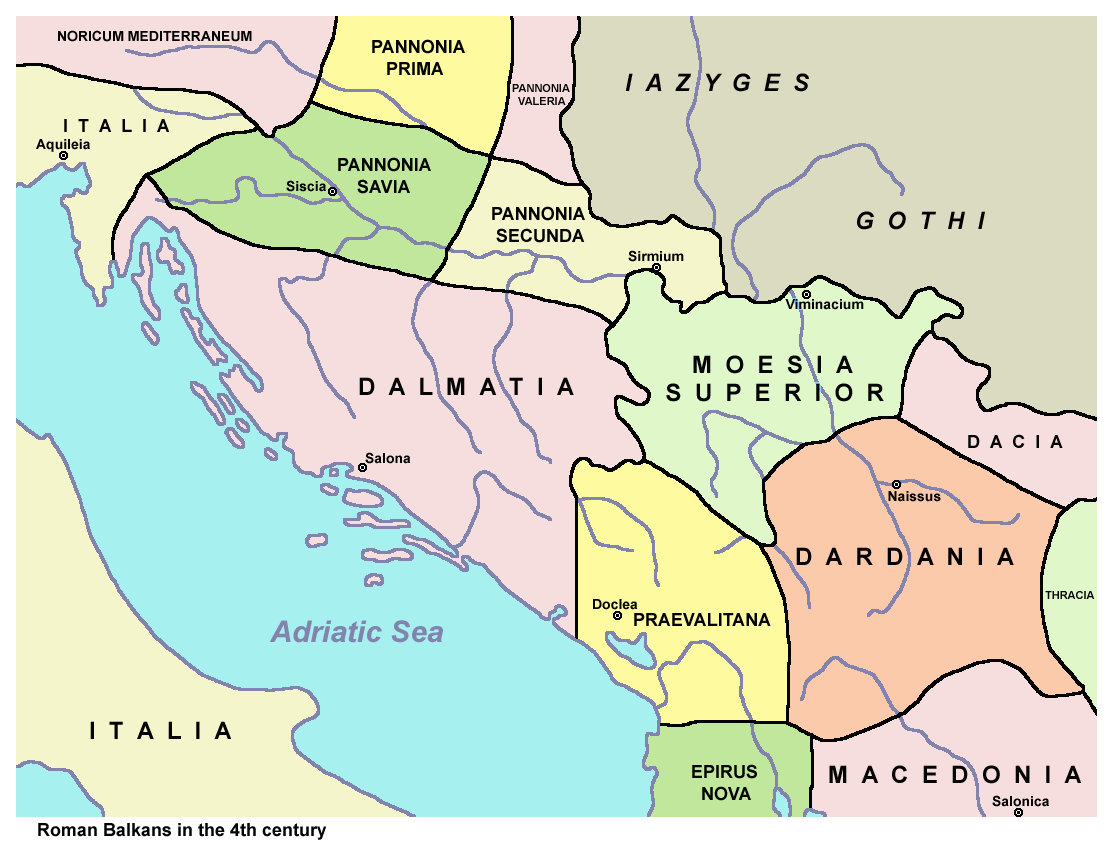
Peninsula balcanică în sec. IV

Moesia, scris uneori și Moësia, a fost provincia romană antică situată azi pe teritoriul statelor Serbia, Bulgaria și România. Geografic era cuprinsă între Marea Neagră la est, Munții Balcani și Munții Sar la sud, râul Drina la vest, și fluviul Dunărea la nord. Între anii 102-117, de Moesia Inferior au fost legate și regiunile nord-dunărene Getae (cea mai mare parte a Munteniei de azi și sudul Moldovei).
Provincia era locuită de mai multe triburi de origine tracică: bessii - pe cursul superior al râului Marița; dantheletii - cam în zona Sofiei de azi; dardanii - în partea de sud a Serbiei de astăzi; tribalii - în regiunea Plevnei; și de la tribali pe ambele maluri ale Dunării până la Marea Neagră trăiau geții, care la sud de Dunăre se mai numeau și moesi.
Administrativ, era împărțită în Moesia Superior și Moesia Inferior.
Populațiile romanizate (Traco-romanii) au rezistat parțial procesului de slavizare (inițiată în secolele V-VII-lea, odată cu sosirea slavilor în Peninsula Balcanică) în unele areale mărginașe din vecinătatea Dunării (îndeosebi în Timoc și în Dobrogea). O parte din acești străromâni au fost împinși spre sud, în munți, iar descendenți ai acestora au devenit vorbitori ai dialectelor românești sud-dunărene, aromân și megleno-român.

## Primele contacte cu romanii
La sfârșitul secolului al III-lea i.en., romanii au pătruns în Peninsula Balcanică după războaiele ilirice și macedonene. Au cucerit treptat peninsula, transformând Dunărea în granița dintre Republica Romană și populațiile barbare de la nord de fluviu. 
În timpul celui de-al doilea război macedonean , dardanii, care erau aliații romanilor, după transformarea Macedoniei în provincie romană, aceștia îi vor trăda, devenind inamici ai Romei, nemulțumiți fiind de rezultatul bătăliei de la Pydna, de dezembrarea Macedoniei și de refuzul romanilor de-a le îndeplini pretenția anexării Peoniei. 
Provincia romană Macedonia a devenit țintă multor atacuri repetate și raiduri de jaf. În 109-106 i.en., guvernatorul Macedoniei, Minicius Rufus respinge invazia dacilor și scordiscilor. În 97 i.en., dardanii conduc primul atac. Romanii au început să cucerească Dardania sub guvernarea lui Appius Claudius Pulcher, acțiune pe care o continuă și succesorul său, C. Scribonius Curio. 
Curio îi ajunge pe năvălitori până la Dunăre, dar nu traversează fluviul din cauza pădurilor întinse. Își celebrează triumful chiar dacă nu i-a supus pe deplin pe dardani. În anii 72-71 i.en., Terentius Varro Lucullus, proconsulul Macedoniei, a condus o demonstrație militară. Expediția pentru ocuparea Dobrogei actuale a lui C. Antonius Hybrida eșuează în 61 i.en. 
În timpul regelui Burebista, triburile geto-dace sunt unificate, formând o forță militară și inițiază campanii spre vest, învingându-i pe Boii, și spre est, devastând Olbia și supune cetățile din Pontul vestic, de la Histria la Apollonia. Burebista devine cel dintâi rege trac, stăpânitor al ținuturilor de dincoace și de dincolo de Dunăre. Însă fulgerătoarea creștere a forței geto-dacilor se stinge. 
După lungi războaie civile, Octavian Augustus instaurează regimul politic Principatul, devenind împărat și depune eforturi pentru a stabiliza frontierele imperiului pe obstacole naturale: Rin, Dunăre în Europa, și Eufrat în Orient. 
Dardanii, aflându-se în conflict cu generalii romani: Antonius Hybrida, L. Calpurnius Piso, Marcus Antonius, își pierd independența după campania lui M. Licinius Crassus. Dardania este organizată ca perfectură sub regim militar. După înăbușirea răscoalelor populațiilor din Dalmația și Pannonia, populațiile dintre Marea Adriatică și Dunărea mijlocie erau supuse definitiv.

## Perioada imperială

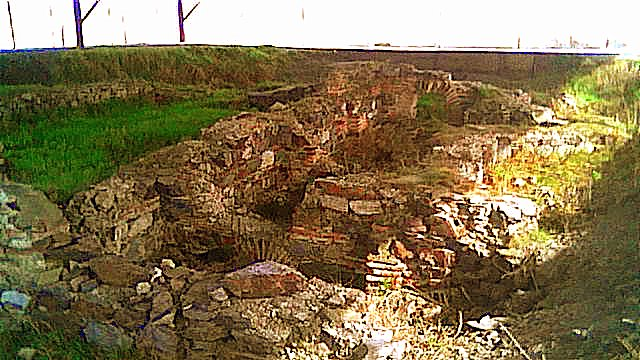
Băile publice de la Dinogetia.

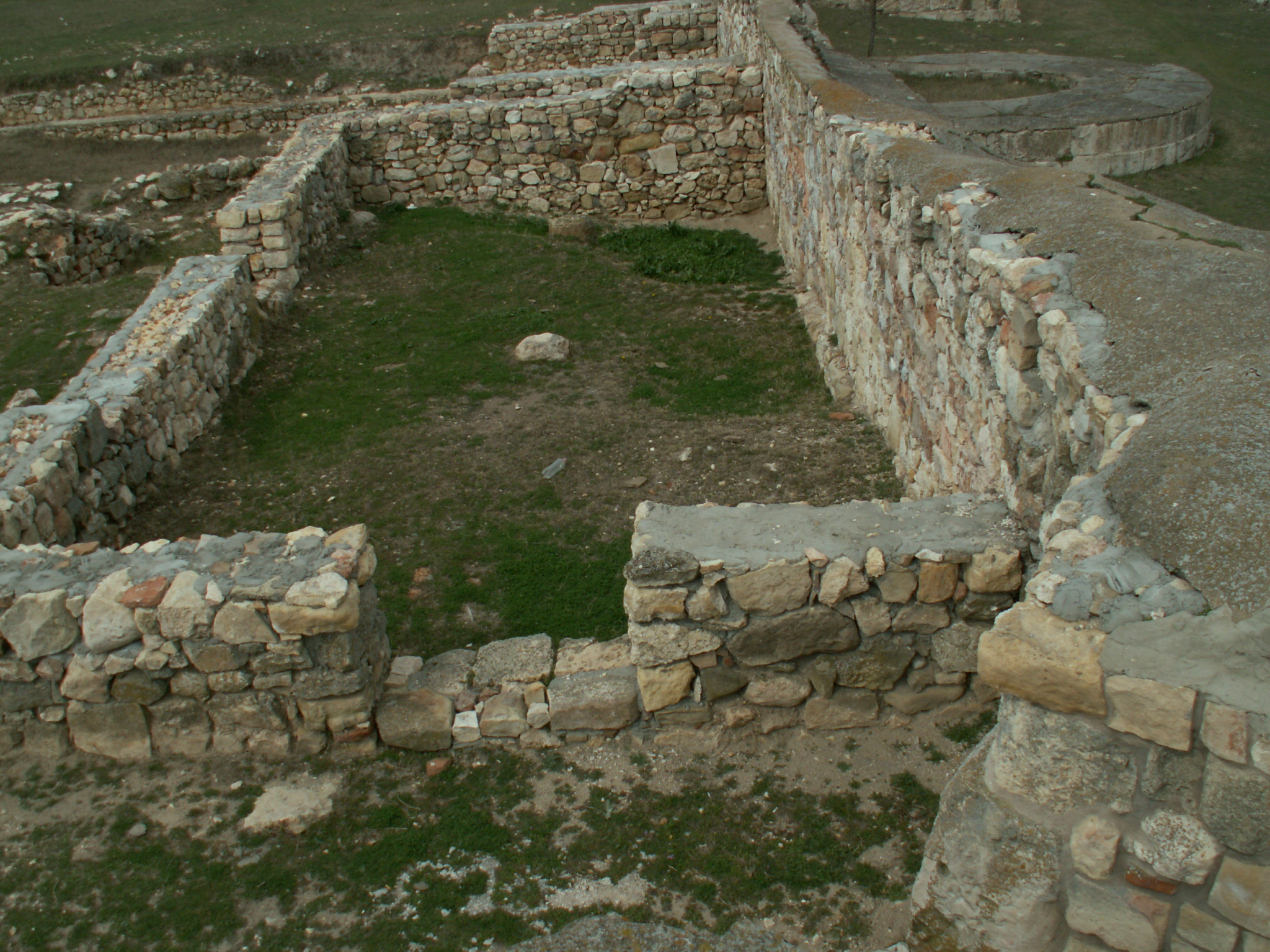
Ruinele orașului Capidava.

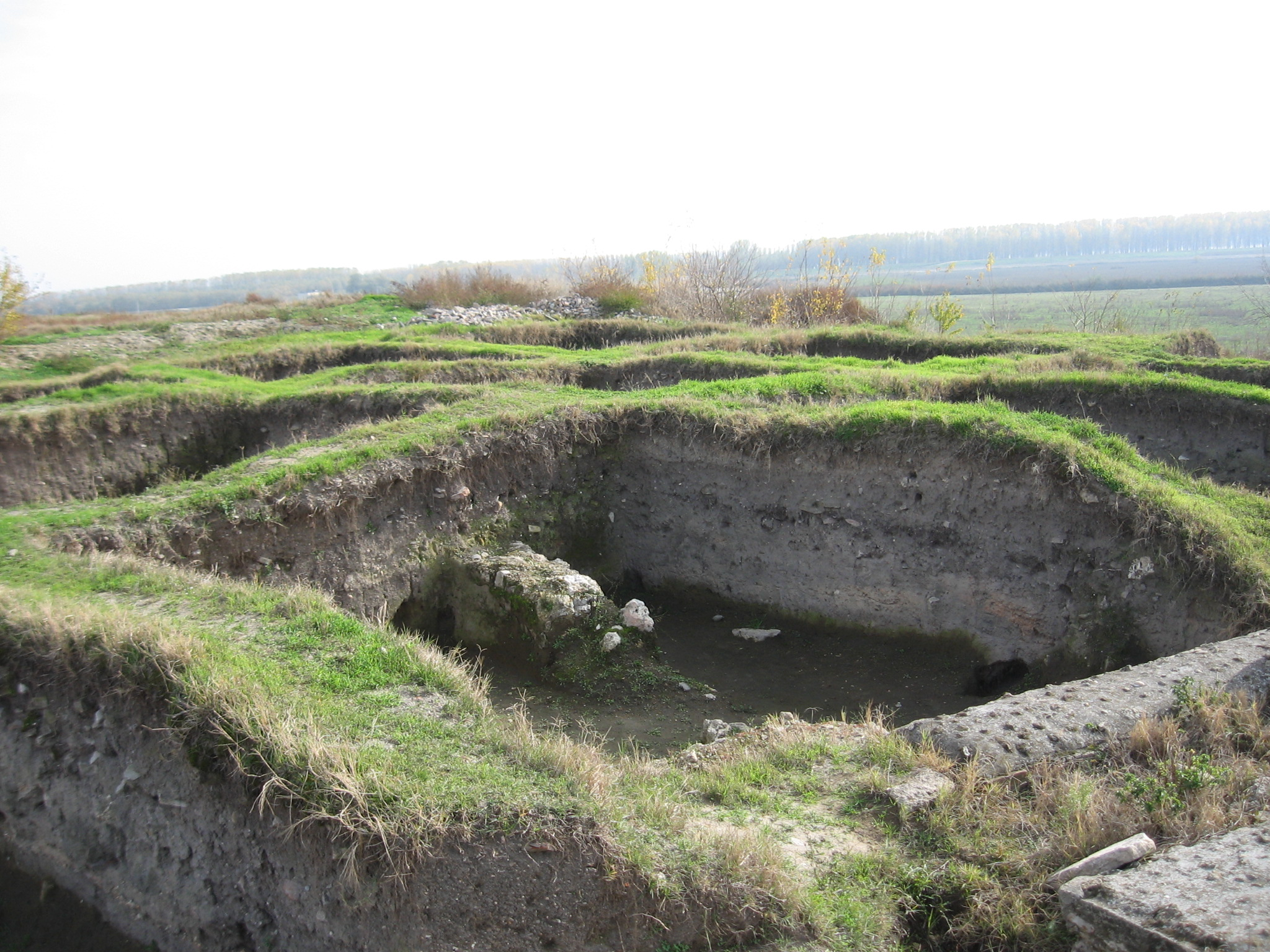
Cetatea Sucidava (Celei, Corabia)

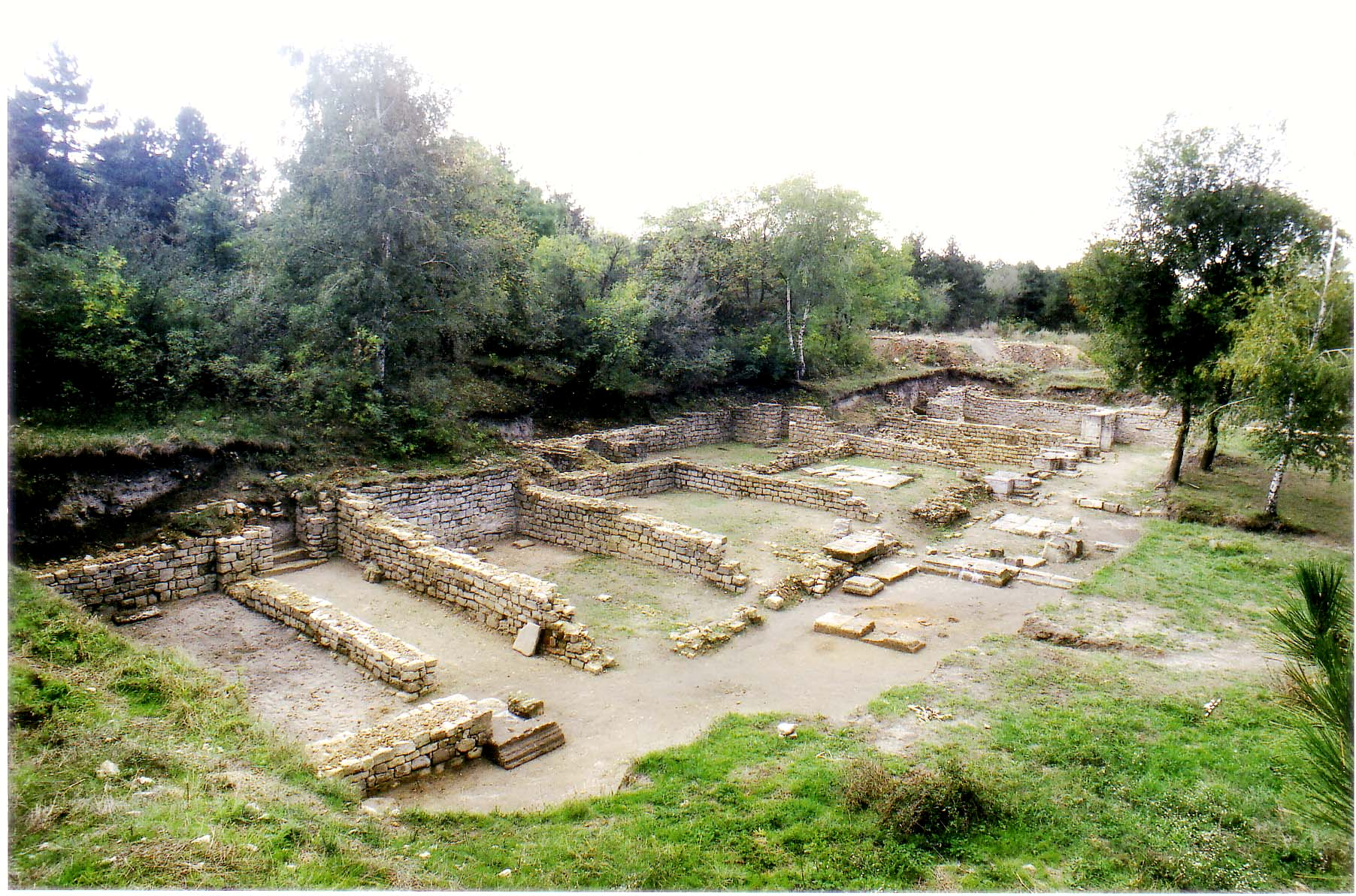
Baza legiunilor de la Novae.

După ocuparea teritoriilor de la Dunărea de jos, atacurile dacilor și bastarnilor împotriva tribului tracic al dentheletilor, aliați cu romanii, îl determina pe M. Licinius Crassus, proconsulul Macedoniei să conducă campanii între 29-28 i.en., respingându-i pe invadatori. 
Crassus a pătruns pe teritoriul moesilor, și lângă răul Kebros, a ocupat o frotificatie în care bastarnii se refugiaseră. În timpul asediului, a fost sprijinit de Rholes, regele unui trib getic, care este răsplătit de imparatu cu titlul de prieten și aliat al romanilor.În anul 28 i.en., romanii îi resping din nou pe bastarnii care pătruns la dus de fluviu. Rholes este atacat de Dapyx, o altă căpetenie getică, ce stăpânea centrul Dobrogei de azi. Cetatea lui Rholes este cucerită prin trădare, iar între timp, romanii îl urmăresc pe Zyraxes, un alt conducător getic, situat în nordul Dobrogei. Este asediat la Genucla, și în cele din urmă, Zyraxes se retrage peste Dunăre pentru a cere sprijin de la bastarni. Genucla este luată, iar Crassus își celebrează triumful. 
Incursiunile populațiilor transdanubiene se reiau, iar sarmatii, o populație migratoare ajunsă în stepele nord-pontice, sunt respinși în anul 16 i.en. când au încercat să pătrundă peste Dunăre. Dentheletii și scordiscii au devastat Macedonia, iar Tiberius conduce campanie împotriva scordiscilor. Între timp, dacii, ce trăiau în munți, sub conducerea regelui Cotiso, coborau să pustiască ținuturile vecine de fiecare dată când Dunărea îngheța pe timp de iarnă. Împăratul Augustus l-a trimis pe Lentulus să-i alunge pe malul de dincolo, așezând garnizoane și respingându-i pe daci și pe sarmați. 
Generalul roman, Aelius Catus aduce de pe malul celălalt al Dunării 50 000 de geți în provincia Moesia, care era golită de populație în urmă raidurilor frecvente. Conform testamentului împăratului, bastarnii, sciții și sarmatii au încercat să obțină prin soli prietenia poporului roman.Romanii au format un organism preprovincial, supus unui perfect al Moesiei și Treballiei, Moesia reprezentând teritoriul dinspre Dunăre al Serbiei actuale, celălalt teritoriu fiind locuit de tribul tracic al tribalilor, între râurile Timoc și Isker. Moesia a rămas multă vreme sub autoritatea proconsulilor Macedoniei, sub formă unui comandament militar.	
Primul legatus Augusti pro praetore al Moesiei cunoscut este A. Caecina Severus; iar Cassius Dio susține că în anul 6 i.en. (în timpul răscoalei populațiilor dalmatice și pannonice), breucii, un neam din Pannonia, au atacat Sirmium, împresurând garnizoană romană; însă Cecina Severus i-a respins și i-a ajuns pe malul fluviului, invigandu-i într-o încăierare sângeroasă. Severus a fost silit să se întoarcă în Moesia din cauza jafurilor făcute de daci și sarmați. Conform lui Tacitus, a primit triumful de Getis.
C. Poppaeus Sabinus a administrat Moesia, adaunganu-i-se Achaia și Macedonia, administrând cele mai mari provincii conform lui Tacitus, iar Cassios Dios declara că a guvernat ambele Moesii și Macedonia în timpul domniei împăratului Tiberius. În anii 18-19, după moartea lui Latinius Pandusa, este înlocuit cu Pomponius Flaccus că perfect, iar în timpul lor, moesii încă nu plăteau tribut, provincia română fiind constituită doar juridic.Din regatul odrisilor, se știe că Pompei a primit sprijinul a doi regi traci în Bătălia de la Pharsalus: Rhascuporis și Cotys, ulterior, Rhascuporis și Polemacrateia, văduva lui Sadalas, urmasu lui Cotys care a fost asasinat, le-au oferit serviciile lui Brutus și Cassius. 
Spre sfârșitul domniei lui Augustus, Tracia a fost unificată sub sceptrul unui prinț din familia sapeilor-Rhometalces I. După moartea sa, Augustus a împărțit regatul între fiul său, Cotys (care a primit orașe, tarine și pământuri vecine cu grecii), și fratele acestuia, Rhascuporis II (ce a primit pământuri nelucrate, locuri sălbatice, vecine cu inamicii). Cotys era blând și plăcut, Rhascuporis era lacom, aprig și nesociabil conform lui Tacitus. Cotys a inclus ținuturile din vecinătatea Marii Egee și a Propontidei, linia de demarcație fiind de la nord la sud, Cotys având sub stăpânire cetățile grecești, de la gurile Dunării până la granița cu Macedonia. 
Izbucnesc neînțelegeri, Cotys fiind capturat de Rhascuporis. Rhascuporis este chemat la Roma de împăratul Tiberius, ce s-a dezvinovățit, ulterior îl ucide pe Cotys. Împăratul îl trimite pe Pomponius Flaccus în Moesia și îl capturează și îl trimite la Roma că să fie condamnat la exil în Egipt, ulterior este ucis. 
Tiberius îi încredințează regatul lui Rhascuporis fiului acestuia, Rhometalces al II-lea. Fii ai lui Cotys, Rhoemetalces, Polemon și Cotys sunt aduși la Roma și crescuți la curtea imperială, iar în timpul lui Caligula, devin regi, cel mai mare, Rhometalces al III-lea domnește asupra regatului unificat al tracilor după moartea lui Rhoemetalces al ÎI-lea, Polemon a urcat la tronul Pontului și regatului Bosforan, iar Cotys, mezinul, primește Armenia mică. 
Dobrogea actuală intră sub ocupația regilor odrisi, că prieteni ai romanilor. Cetățile grecești din Pontul vestic au intrat sub influență Romei, iar în anul 8, Ovidius este trimis în exil la Tomis, în care își va scrie epistolele în care menționează că teritoriul a intrat sub ocupație romană.
Acțiunile militare ale lui Aelius Catus i-a influențat pe geții din Muntenia, cei din Moldova actuală fiind încă liberi și neavând contact cu romanii.Într-un poem al lui Ovidius, în anul 12, geții atacă cetatea Aegyssus, măcelărind garnizoană odrisilor. Atacul a fost respins de regele trac, cu sprijin roman. P. Vitellis, unchiul viitorului împărat Vitellius, a adus trupe romane pe Dunăre. 
În anul 15, geții conduc o nouă incursiune și cuceresc Troesmis. Romanii îi resping pe invadatori sub Pomponius Craecinus, al caruir frate, Pomponius Flaccus va deveni legat al Moesiei, și eliberează cetatea. 
Geții nu vor mai atacă jumătate de secol, iar după moartea lui Latinius Pandusa, Pomponius Flaccus devine guvernator al Moesiei, și este constituit limesul dunărean. Legiunile III Scythica și V Macedonica au fost aduse în provincia consulară Moesia. Cele două legiuni au construit drumul din zona Cazanelor, pe malul drept al Dunării, în timpul domniei împăratului Claudius. 
Cassius Dio scrie că mysii și geții locuiau în teritoriul dintre Hameus și Istru. Regiunile s-au separat de Pannonia, căpătând numele de Mysia, unde locuoau tribalii și dardani. Este menționată pefectura condusă de C. Baebius Aticus, coexistând cu provincia română. 
Un alt organism preprovincial este montat în ținutul dintre Dunăre și Marea Neagră, românii rezervându-și dreptul de a-și exercită autoritatea asupra țărmului pontic, încredințând supravegherea militară unui perfect orae maritimae. 
Este atestata ripa Thraciae pe  malul Dunării, aflat sub autoritatea romană. O flotă romană circula pe Dunăre pentru ca P. Vittelius să depresureze cetatea Aegyssus.   
În regiunile muntoase stăpânite de Rhoemetalces al II-lea, izbucnește o revoltă anti-romană în anul 26 datorită recrutărilor forțate pentru trupele auxiliare. Este înăbușită cu greu de rege, colaborând cu trupele romane conduse de Poppaeus Sabinus, proconsulul Macedoniei, și Pomponius Labeo. Poppaeus Sabinus și-a primit însemnele triumfale conform lui Tacitus. 
După moartea lui Rhomemetalces al II-lea, împăratul Caligula a atribuit tronul tracilor lui Rhoemetalces al III-lea, fiul lui Cotys, dar este asasinat în anul 45 de propria soție.
Împăratul Claudius a decis să suprime regatul tracic, transformând Tracia într-o provincie romană, administrată de un procurator imperial, din anul 46. 
Sub autoritatea guvernatorilor Moesiei se va extinde până la gurile Dunării și Marea Neagră, Claudius aducând legiunea VIII Augusta, stabilită la Novae, în Novae, în 46, și trimite un detașament din leginile V Macedonica și VIII Augusta în Tracia pentru restabilirea ordinii în urmă desființării regatului odris.
În anii 57-58, cât și în 62, legiunile III Scythica și V Macedonica, au fost trimise în Orient, iar legiunea VII Claudia a fost transferată din Dalmația în Moesia. 
Cetățile pontice au fost integrate în provincia Moesia. În timpul guvernării lui   Plautius Silvanus Aelianus, sunt conduse activități la Dunărea de jos, conform inscripției funebre de la Tibur, strămutând în Moesia 100 000 de transdanubieni. 
Sarmații năvălesc și sunt respinși de legat, iar regii bastarni si roxolani, si-au restituit fii, ca regi clientelari, iar regele dacilor-frații, ca ostatici. Guvernatorul Moesiei a intervenit în sprijinul Chersonesului și l-a obligat pe regele sciților să ridice asediul. 
Acțiunile lui Aulenius au avut urmări, golul demografic lăsând drum liber sarmaților, manifestându-se prin atacuri asupra Dobrogei. 
Roxolanii traversează Dunărea în anii 67-68, măcelărind două cohorte auxiliare, iar în iarnă următoare, profitând de criză imperială izbucnită după moartea lui Nero, catafractarii sarmați revin în număr mare de 9000, jefuind nordul Dobrogei. 
Legiunea III Gallica, sub împăratul Otho, venită din Orient împreună cu trupele Moesiei, condusă de Aponius Saturninus, îi înfrâng pe năvălitori. Tacitus descrie că lui Marcus Aponius i s-a dedicat o statuie triumfală, iar legații legiunilor au primit podoabe consulare. 
Legiunile Moesiei au fost trimise înapoi în Moesia și au trecut de partea lui Vespasian în 69, îndreptându-se iar spre Italia, fiind chemate căpeteniile sarmaților iazigi pentru a cârmui provincia. 
Dacii au profitat și ei de situație și au luat cu asalt taberele de iarnă ale cohortelor și cavaleriei auxiliare. Mucianus a intervenit cu legiunea a V-a. În iarna anilor 69-70, sarmații au atacat Moesia, ucigându-l pe guvernatorul provinciei, Fonteius Agrippa, în locul acestuia fiind trimis Rubrius Gallus, care a restabilit ordinea. 
După încheierea războiului civil și victoria lui Vespasian, legiunea III Gallica revine în Siria, legiunea VIII Augusta este trimisă în Germnia, legiunea VIII Claudia își construiește castrul la Viminacium, iar din orient revine, în castrul de la Oescus, legiunea V Macedonica, iar din Germania sunt aduse legiunile V Alaudae și I Itlica. 
În 86, în contextul războiului cu dacii, este adusă din Dalmația legiunea III Flavia Felix. 
Este înființată flota dunăreană-classis Flavia Moesica. 
Conform inscripției de la Efes, împăratul Domitian l-a decorat pentru curaj pe M. Arruntius Claudianus, fiind numit perfect al Moesiei. 
Organismul militar încetează atunci când limesul este reorganizat sub Traian, iar legiunile înaintează în sectorul dobrogean al Dunării.
În iarnă anilor 85-86, împăratul Domitian a reorganizat Moesia, împărțind-o în două provincii, Moesia Superior și Moesia Inferior, în raport cu cursul Dunării. 

### Mosia Superior

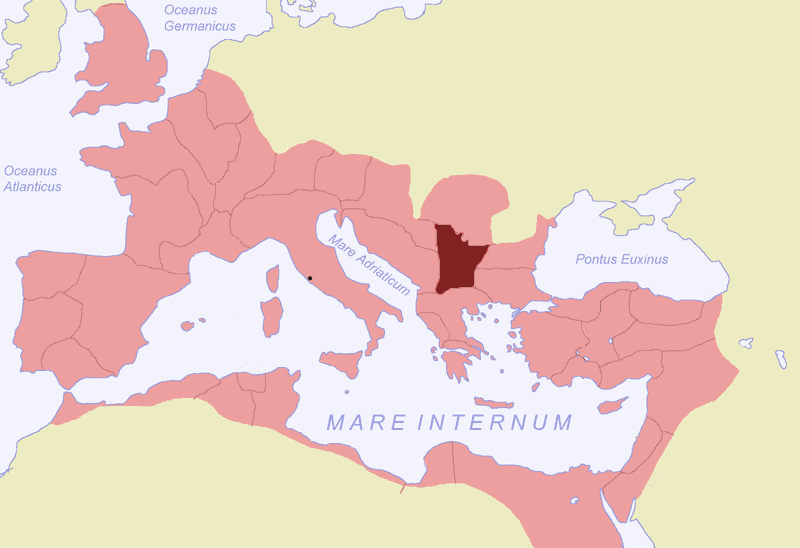
Moesia Superior

Provincia Moesia Superior cuprindea Dardania și ținuturile dinspre Dunăre, în zona limesului dunărean, granița ei fiind marcată la o distanță la vest de confluena Savei cu Dunărea, iar limita de est, spre Moesia Inferioară, marcată de râul Ciabrus. Era guvernată de legați imperali de rang consulari. În anii 167-170, comandamentele provinciilor Dacia Apulensis și Moesia Superior, au fost unite pentru a-i confruntă pe sarmați și iazigi. Ultimii guvernatori consulari că Messius Decius Traianus și Aemilius Aemilianus au fost proclamați împărați de trupele provinciale în anii 250. Legiunile moesice chiar i-au proclamat împărați pe uzurpatorii Ingennus și Regalianus. 
Limesul provinciei a fost organizat, fiind clădite fortificații din secolul I până în secolul al VI-lea. Legiunile au ocupat reptat castrele de la Singidunum și Viminacium. La est de castrele romane, se întâlneau castrele auziliare de la Novae, Syrna, Taliata. 
Fortificațiile erau întărite cu pământ bătut, pe un fundament de pietre sparte sau de lut ars. De asemenea, există o circulație monetară la Syrna și Novae. Fortificațiile ar fi fost distruse în anii 68-69. 
Sub dinastia flaviana, limesul este reorganizat în zona Porților de Fier, castrele de la Smyrna și Novae fiind refăcute, iar la Donji Milanovac, castrul a fost mărit. A fost clădit fortificația de la Saldum și Kostol, fiind grav afectate de pe urmă invaziei din 85-86 conform descoperirilor numismatice. 
Sediul legiunii VII Claudia era la Viminacium, iar Legiunea III Flavia a fost adusă de Domitian din Dalmația, iar după războaiele daco-romane, timp în care legiunea a fost staționată temporar în Dacia, a fost readusă în Moesia Superioară și stabilită la Singidunum, împreună cu trupe auxiliare numeroase. 
Castrele de la limes erau legate de un drum, întreținut de legiuni, iar în anii 92/93, este refăcut drumul în Ad Scrofulas, distrus de Dunăre. În anul 100, Traian a dispus tăierea unui drum în stanca în zona cazanelor conform unei inscripții. 
Împăratul a pus să se sape un canal de 3200 m lungime din anul 101. 
După cucerirea Daciei, limesul între cele două provincii a devenit superfluent, însă numărul auxiliilor a scăzut, iar porțiunea vestică a limesului Moesiei Superioare era controlată de două legiuni. Malul Dunării de la est de Viminacium era în continuare fortificat, în zona Porților de Fier. Pentru a face față iazigilor ce atacau Dacia Superioară, împăratul Marcus Aurelius a unificat temporar comandamentele Moesiei Superioare și Daciei, fiind menținute fortificațiile de peste Dunăre, la est de Drobeta, precum și clădirea castrelor romane de pe răul Timoc, la Aquae și la Almus. 

### Moesia Inferior

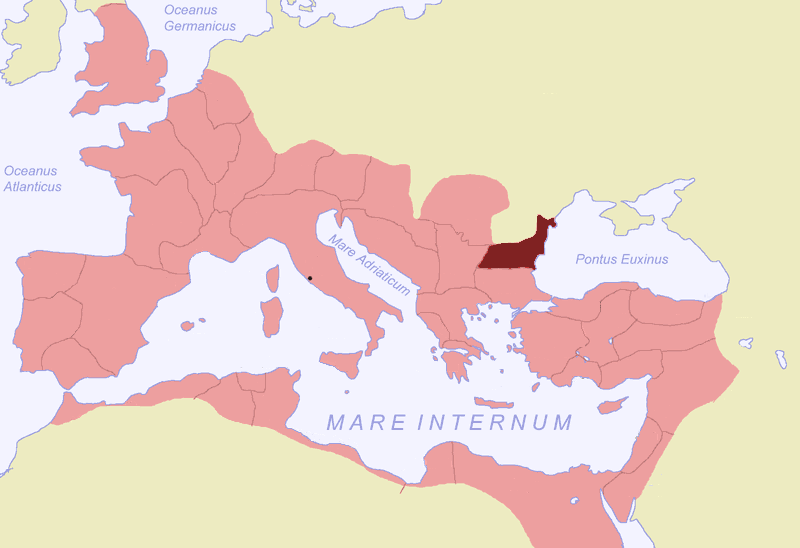
Moesia Inferior

Provincia Moesia Inferior era mărginită la nord de cursul inferior al Dunării, la est de vărsarea râului Ciabrus. 
Cuprindea ținutul locuit de tribali cu Oescus, rîpă Thraciae și Scythia Minor cu orașele grecești Histria, Tomis, Callatis, Odessos ,Dionysopolis și Messambria. Orașele Nicopolis și Marcianopolis din Thracia, fondate de Traian, trec în Moesia Inferioară. 
Era o provincie imperială, a cărei guvernare era încredințată unui legatus Augusti pro praetore, care avea în subordine trei legiuni. 
Finanțele provinciei erau încredințate unui procurator Augusti, personaj de rang edvestru, salarizat cu 100 000 de sesterti. Era insarcinat cu un titlu interimar, atunci când postul de guvernator era vacant. 
În timpul domniei împăratului Traian, limesul moesic a fost reorganizat, limesul Moesiei Inferior începând de la capătul sectorului Dunărean comun cu Dacia Inferioară, cele trei legiuni având garnizoane la Novael, Durostorum și Troesmis-legiu I Italică, legio XI Claudia și legio V Macedonica, pe lângă trupele auxiliare. 
Ulterior, o parte din trupe au fost transferate la nordul Dunării, formând nucleul armatei Daciei Inferioare, stabilite în sectorul dobrogean al Dunării. 
Au fost clădite castre la Sucidava, Altinium, Flaviana, Axiopolis, Capidava, Sacidava, Cariusm, Ciuș , Beroe, Troesmis, Arrubium, Dinogetia, Noviodonum, Aegyssus, Salsovia, Troesmis.
De asemenea, provincia era sub rază de acțiune a flotei classis Flavia Moesica, legiunile Moesiei Inferior având la dispoziție și escadre navale proprii.

## Moesia între sec. III-VI

Balcanii în secolul VI.

După 238, Moesia a fost adesea invadată de către carpi, respectiv goți în 250. Presați de huni, goții au trecut din nou Dunărea în timpul domniei lui Valens (376) și, cu permisiunea sa, s-au stabilit în Moesia. După ce s-au stabilit, au izbucnit certuri și, sub comanda lui Fritigern, Valens a fost învins într-o mare bătălie de lângă Adrianopol.
După retragerea trupelor din Dacia, Eutropius susține că împăratul Aurelian a stabilit populația evacuată în Moesia. Legiunile au fost fixate pe Dunăre. În timpul primei tetrarhii, Moesia și Dacia Aureliană au aparținut diocesei Moesia, care se va numi Dacia din 327, iar Moesia Inferioară secunda și Scythia, diocesei Tracia. 
În timpul domniei lui Constantin cel Mare, Moesia Superior a fost împărțită în Moesia Prima, Dardania și Praevalitana, iar Dacia aureliană în Dacia Ripensis și Dacia Mediterranea, Moesia Prima și cele două Dacii făcând parte din perfectura Ilyricului, iar Moesia secunda și Schytia din perfectura Orientului. 
Moesia Prima supraveghea porțiunea de limes de la vest de Singidunum, până în zona Porților de Fier. În această provincie continuă să staționeze cele două legiuni: IIII Flavia la Singidunum și VII Claudia la Viminacium. 
Limita de vest a provinciei Dacia Ripensis era la vest de Dierna, iar la est se întindea până la vărsarea râului Vit în Dunăre. 
Armata acestei provincii era formată în primul rând din cele două legiuni - V Macedonica (la Oescus) și XIII Gemina (la Ratiaria). 
O atenție deosebită s-a acordat zonei Porților de Fier; s-au refăcut vechile fortificații și s-au construit altele noi. 
Pe teritoriul provinciei Moesia Secundă continuă să staționeze două legiuni riparienses: I Italică și XI Claudia. Porțiunea de rîpă supravegheată de fiecare legiune era împărțită în două pedaturae - una superior, altă inferior (denumite în funcție de cursul Dunării) și grupând fiecare câte cinci cohorte. 
Pe malul stâng al Dunării, împăratul Constantin cel Mare a ridicat o altă cetate: Dafne. Procesul de fortificare continuă sub urmașii lui Constantin cel Mare. 
După declinul Imperiului Roman de Apus, Moesia va rămâne sub stăpânire bizantină, până la venirea bulgarilor din Asia Centrală în sec. VI-VII.